# Philereme affectata
Philereme affectata är en fjärilsart som beskrevs av Eduard Friedrich Eversmann 1842. Philereme affectata ingår i släktet Philereme och familjen mätare. Inga underarter finns listade i Catalogue of Life.